# Листоногі раки
Листоногі раки (Phyllopoda) — підклас зяброногих раків. Відомо близько 600 видів листоногих, поширених практично повсюдно переважно у прісних водоймах. Раковинні раки і щитні заселяють тимчасові водойми, наприклад, калюжі.

## Спосіб життя
Всі листоногі добре плавають, деякі організми пересуваються стрибками. Для ряду форм властива наявність залозистого органа на потиличній області, за допомогою якого вони здатні прикріплюватися до різного субстрату. Розвиток листоногих у тимчасових пересихаючих водоймах пояснюється тим, що яйця цих видів тривалий термін можуть зберігатися поза водою. Листоногі рачки — хижаки, вони живляться тваринами дрібних розмірів і детритом.

## Палеонтологія
Найдавніші викопні рештки відносять до девонського періоду.

## Класифікація
Дана класифікація запропонована Martin & Davis (2001),:
- Ряд Notostraca Sars, 1867

Родина Triopsidae Keilhack, 1909
- Ряд Diplostraca Gerstaecker, 1866

Підряд Laevicaudata Linder, 1945
Родина Lynceidae Baird, 1845
Підряд Spinicaudata Linder, 1945
Родина Cyzicidae Stebbing, 1910
Родина Leptestheriidae Daday, 1923
Родина Limnadiidae Baird, 1849
Підряд Cyclestherida Sars, 1899
Родина Cyclestheriidae Sars, 1899
Підряд Cladocera Latreille, 1829
Інфраряд Ctenopoda Sars, 1865
Родина Holopediidae Sars, 1865
Родина Sididae Baird, 1850
Інфраряд Anomopoda Stebbing, 1902
Родина Bosminidae Baird, 1845
Родина Chydoridae Stebbing, 1902
Родина Daphniidae Straus, 1820
Родина Macrothricidae Norman & Brady, 1867
Інфраряд Onychopoda Sars, 1865
Родина Cercopagididae Mordukhai-Boltovskoi, 1968
Родина Podonidae Mordukhai-Boltovskoi, 1968
Родина Polyphemidae Baird, 1845
Інфраряд Haplopoda Sars, 1865
Родина Leptodoridae Lilljeborg, 1900